# Balansblock
Ett balansblock (engelska: spring balance) är en upphängningsanordning, en sorts block, där en lina på en rulle kan dras ut med motvikt av en fjäder. Verktyg som hängs upp i balansblock blir lättare att lyfta, vilket motverkar belastningsskador.